# Ingrid Maria Wenner
Ingrid Maria Wenner (oprindeligt Inger Marie Møller - imellem angivet Müller, født 1731, død 26. februar 1793) var en dansk kammerjomfru i tjeneste hos Sveriges dronning Sofia Magdalena. Wenner beskrives som Sofia Magdalenas fortrolige og spillede en vis rolle omkring gennemførelsen af Gustav IIIs ægteskab.

## I Danmark
Wenner passede prinsesse Sofia Magdalena under opvæksten ved det danske hof, og derfor opbyggede de en stor tillid til hinanden. I Danmark tilhørte Wenner ikke blot Sofia Magdalenas hof, men omtales som hendes ven og fortrolige som hofdame Sofia Elisabet Trolle og hovfrøken Benedicte Öllegård Margrethe Numsen.
Wenner var en af de tre danske hofdamer, som Sofia Magdalena bad om at få med til Sverige forud for sit bryllup med kronprins Gustav i 1766. Wenner rejste til Sverige med prinsessen, guvernanten Jeanne Rosselin og kammerjomfru Hansen-Dithmar.

## I Sverige
I ægteskabskontrakten stod en paragraf om, at Sofia Magdalena skulle få lov til at lade to danskere deltage i sit besøg i Sverige, og hun valgte Wenner og Hansen-Dithmar, som var kammerfruer. I Sverige blev Inger Müller kaldt Ingrid Möller. 
Ved ankomsten til Sverige forsøgte både Gustav og Lovisa Ulrika at få Sofia Magdalena til frivilligt at sende det danske følge tilbage. Gustav III sagde om hendes følge: "Man havde jo sagt os, at der ikke skulle komme flere af disse danske hekse, men nu har de tredoblet sig og ser allesammen ud som køkkenpiger! Aldrig har jeg set lignende!"
Lovisa Ulrika hævdede blandt andet, at de ikke klædte Sofia Magdalena hurtigt nok og godt nok på. Året efter ægteskabet havde Lovisa Ulrika gennem sine spioner også fået at vide, at Sofia Magdalenas danske kammerfruer gav hende beskeder fra den danske repræsentation.
I 1770 samtykkede Sofia Magdalena i at sende Jeanne Rosselin tilbage til Danmark, og senere samme år gik hun også med til at afskedige den foren kammerfrue, Hansen-Dithmar. Hun holdt dog fast ved sin modvilje mod at afskedige Wenner.
Det faktum, at Sofia Magdalena ifølge ægteskabskontrakten havde ret til at bestemme over kammertjenesten, gjorde, at hun ikke kunne tvinges til at afskedige Wenner. Gustavs og Lovisa Ulrikas forsøg på at gøre det indebar skabte en langvarig konflikt mellem kongeparret og mellem svigerdatter og svigermor.
Gustav misbilligede stærkt Wenner, som - han mente - var grim, og hvis danske sprog han afskyede. Han var dog tvunget til at acceptere, at hun forblev i Sofia Magdalenas tjeneste livet ud. 
Det skal også være været for dronningens og Wenners skyld, at Gustav udnævnte den tyskfødte feltskærer og kammerlakaj Johan Ludvig Wenner til hovmedikus og livkirurg, da han den 15. marts 1771 giftede sig med Inger Müller.
Da Adolf Fredrik Munck under et ophold på Ekolsund i sommeren 1775 skulle forsøge at sikre en fuldendelse af kongeparrets ægteskab, bad han Wenner, som havde Sofia Magdalenas tillid og desuden var gift, forberede dronningen på monarkens ønske om at fuldende ægteskabet med en arving. Under Sofia Magdalenas graviditet i 1778 var lægen Abraham Bæk være chokeret over, at Munck kunne færdes frit i dronningens sovegemak og diskutere hendes graviditet. Wenner skal have grebet ind, taget ham til side og oplyst ham om, at kongeparret havde delt seng.
"En god og hederlig menneske, som aldrig blandede sig i noget", var Axel von Fersens bedømmelse af Wenner. Sofia Magdalena blev gudmor til Wenners søn, Martin Ludvig Wenner, og bekostede formodentligt hans udenlandsstudier, som førte til, at han blev hendes læge og livmedikus.
Ingrid Maria Wenner døde i 1793. Da Sofia Magdalena 20 år senere var døende, spurgte hun sin præst Wallin, om man som død ville møde dem, man havde elsket. Da hun fik et bekræftende svar, skal hun have svaret: "Så skal jeg gense min mor, min søn og den rare Wenner!"